# Terry Lloyd
Terry Ellis Lloyd (* 21. November 1952; † 22. März 2003) war ein britischer Fernsehjournalist, der sich auf den Nahen Osten spezialisiert hatte. Er starb durch Schusswaffen zu Beginn des Irakkriegs während einer Reportage für ITN. Ein britisches Gericht kam im Oktober 2006 zu dem Schluss, er sei „unrechtmäßig getötet“ (engl. unlawfully killed) worden.
Lloyd war in Derby geboren und aufgewachsen. Er wurde Fernsehreporter für Central Television. 1983 stieß er zu ITN. 1988 berichtete er, Saddam Hussein habe chemische Waffen in Halabja verwendet und 5000 Kurden getötet. 1999 erreichte er als erster ausländischer Journalist den Kosovo, indem er mit seinem Kameramann Mike Inglis von Montenegro aus ein Gebirge überquerte.
Er starb am 22. März 2003, als er als nicht in die Truppen der USA und Großbritanniens „eingebetteter“ Reporter mit zwei Kameramännern und einem Übersetzer bei Shatt al-Arab in Basra zwischen Streitkräfte der USA und die Irakische Republikanische Garde geriet. Untersuchungen seiner Leiche und der des libanesischen Übersetzers Hussein Osman zeigten, dass sie von Kugeln der US-Truppen getroffen worden waren. Der französische Kameramann Frédéric Nérac wird offiziell immer noch vermisst. Der belgische Kameramann Daniel Demoustier überlebte.
Die Royal Military Police untersuchte den Vorfall. Major Kay Roberts, der an der Untersuchung beteiligt war, sagte aus, eine Videoaufnahme des Kameramanns der US-Einheit, die Terry Lloyd erschoss, sei bearbeitet worden, bevor sie an die Briten weitergegeben wurde. Die Forensikexperten, die das Band untersuchten, kamen zu dem Schluss, dass etwa 15 Minuten entfernt worden waren. Roberts sagte aus, das Band sei „viele Monate“ nach dem Vorfall weitergegeben worden und dass von US-Seite erklärt worden war, es sei „alles was sie hätten“.
Das ITN-Team fuhr in zwei Autos mit klarer Markierung für die Presse. Frédéric Nérac und Hussein Osman fuhren im Wagen hinter Terry Lloyd und Daniel Demoustier. Sie trafen auf einen irakischen Konvoi an der Shatt al-Arab Brücke in Basra. Nérac und Osman wurden aus ihrem Wagen geholt und mussten in ein irakisches Fahrzeug einsteigen. Die britischen Untersuchungen ergaben, dass der Konvoi einen Führer der Baath-Partei nach Basra begleitete. US-Streitkräfte schossen auf den irakischen Konvoi und töteten dabei Osman. Néracs Leiche wurde nicht gefunden, aber die Untersuchungen ergaben, es sei unwahrscheinlich, dass er überlebt haben könnte.
Frédéric Néracs Frau Fabienne Mercier-Nérac sagte aus, sie habe einen Brief von US-Behörden erhalten, die abstritten, am Ort gewesen zu sein, wo das ITV News Team angegriffen wurde.
Demoustier und Lloyd, noch immer im ITV Wagen, kamen in den Schusswechsel zwischen den irakischen und US-Streitkräften. Lloyd wurde von einer irakischen Kugel getroffen, aber nicht tödlich. Er wurde in einen zivilen Minibus verladen, der gestoppt hatte, um Opfer aufzunehmen. Forensische Belege zeigten, US-Kräfte beschossen den Minibus, nachdem er abgedreht hatte, dabei wurde Terry Lloyd getötet. Demoustier überlebte.

## Untersuchung
Die Untersuchung wurde im Oktober 2006 in Oxfordshire abgehalten und dauerte acht Tage, das Urteil erging am 13. Oktober 2006. Richter Andrew Walker urteilte, es habe eine unrechtmäßige Tötung durch das US-Militär stattgefunden und erklärte, er werde dem Staatsanwalt von England und Wales schreiben, um eine Anklage zu erheben.
Andrew Walker erklärte, ITN trage keine Schuld an Terry Lloyds Tod und sagte, seiner Ansicht nach seien die Fahrzeuge der Journalisten zuerst von US-Panzern beschossen worden. Walker sagte: „Wenn das Fahrzeug als eine Bedrohung empfunden worden wäre, wäre es beschossen worden, bevor es abdrehte. Das hätte in Schäden am Vorderteil des Wagens resultiert. Ich habe keinen Zweifel, dass es die Tatsache war, dass das Fahrzeug anhielt, um Überlebende aufzunehmen, die die Amerikaner dazu brachte, das Fahrzeug zu beschießen“. Die National Union of Journalists sagte, Terry Lloyds Tod sei ein Kriegsverbrechen.